# Sjejnovo
Sjejnovo (bulgariska: Шейново) är ett distrikt i Bulgarien.   Det ligger i kommunen Obsjtina Kazanlăk och regionen Stara Zagora, i den centrala delen av landet, 160 km öster om huvudstaden Sofia.
Trakten runt Sjejnovo består till största delen av jordbruksmark. Runt Sjejnovo är det ganska tätbefolkat, med 108 invånare per kvadratkilometer.